# Svartkantad fältmätare
Svartkantad fältmätare (Xanthorhoe designata) är en fjärilsart som beskrevs av Hüfnagel 1767. Svartkantad fältmätare ingår i släktet Xanthorhoe och familjen mätare. Arten är reproducerande i Sverige. Inga underarter finns listade i Catalogue of Life.

## Bildgalleri

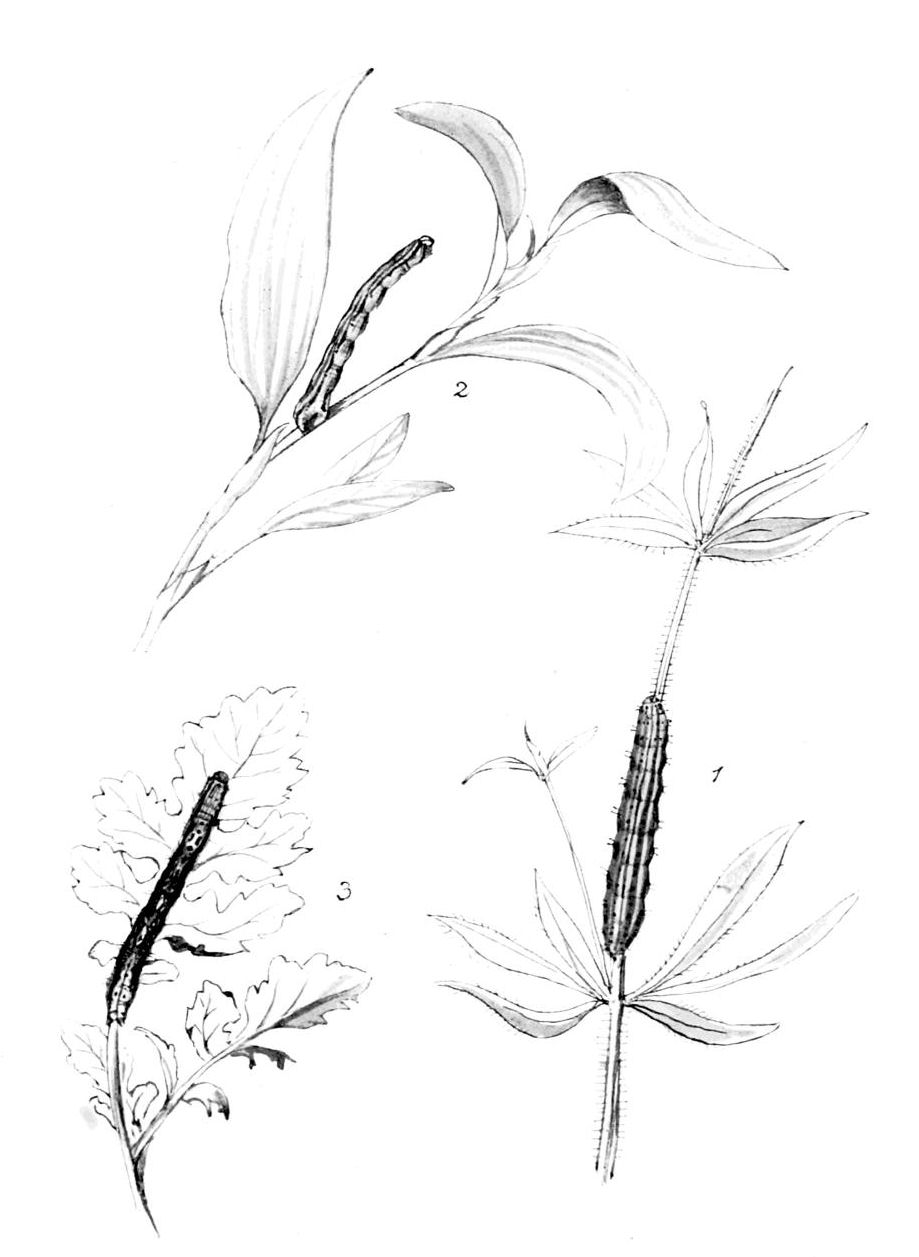
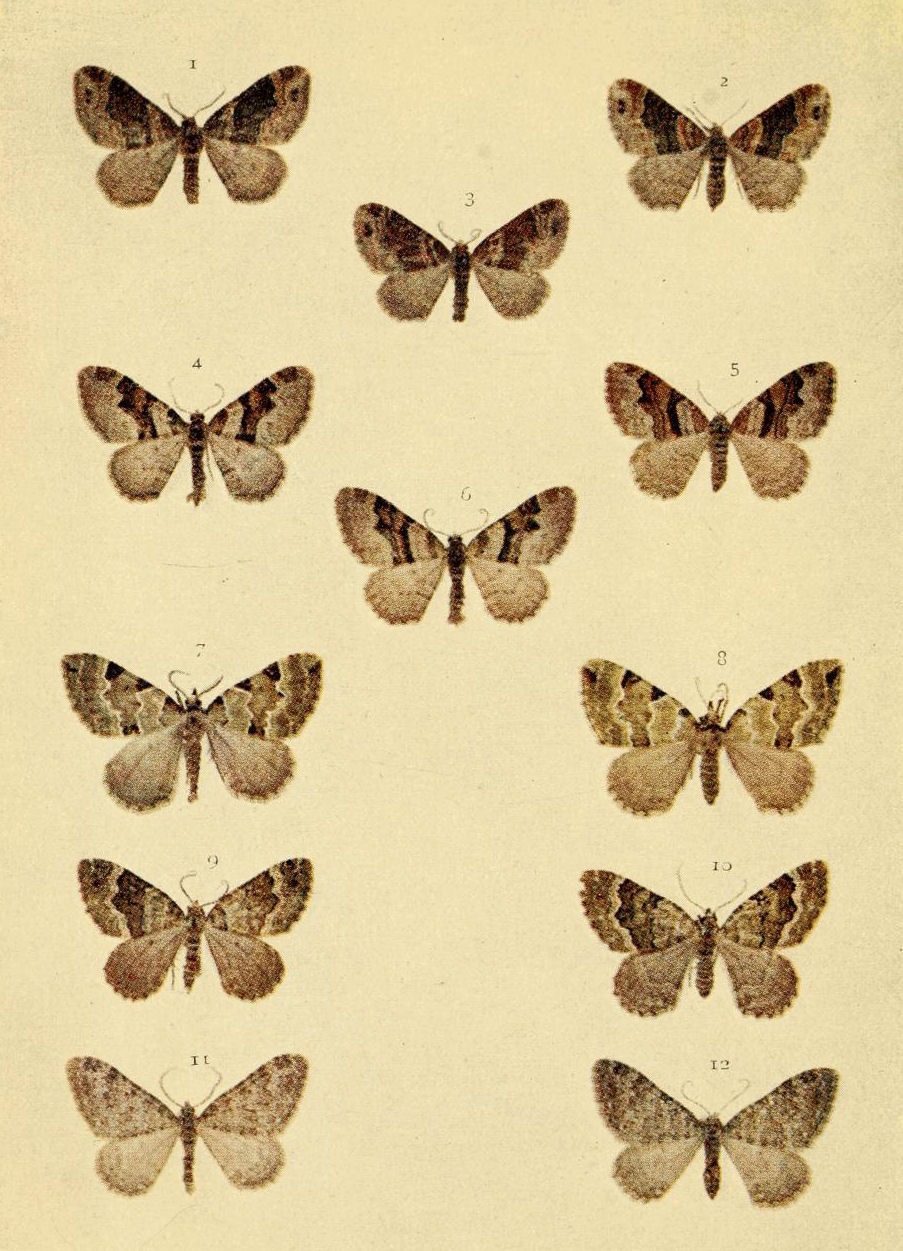
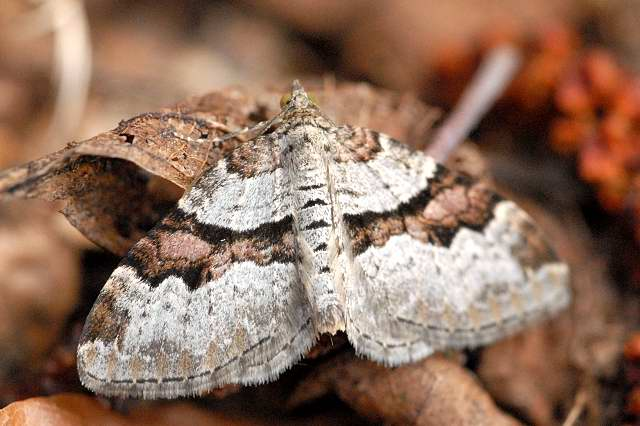